# Овермер
Овермер (нід. Overmeer) — селище в нідерландській провінції Північна Голландія. Входить до муніципалітету Вейдемерен.